# Microterys agaeus
Microterys agaeus är en stekelart som beskrevs av Hayat 2003. Microterys agaeus ingår i släktet Microterys och familjen sköldlussteklar. Inga underarter finns listade i Catalogue of Life.